# Покровка (присілок, Стерлітамацький район)
Покро́вка (рос. Покровка, башк. Покровка) — присілок у складі Стерлітамацького району Башкортостану, Росія. Входить до складу Наумовської сільської ради.
Населення — 562 особи (2010; 445 в 2002).
Національний склад:
- росіяни — 41%
- чуваші — 36%

## Видатні уродженці
- Басманов Гаврило Іванович — Герой Радянського Союзу.